# Перимеда
Перимеда је у грчкој митологији било име више личности.

## Митологија
1. Према Аполодору, она је била кћерка Еола и Енарете и мајка Хиподаманта и Ореста.[1] Њен супруг је био речни бог Ахелој, који ју је спасио када ју је отац бацио са високе литице.[2] Према Овидијевим „Метаморфозама“, Посејдон ју је тада претворио у острво.[3]
2. Према Паусанији, Енејева кћерка са којом је Феникс имао кћерке Европу и Астипалеју.[1]
3. Аполодор наводи и Перимеду, Еуристејеву кћерку.[1]
4. Амфитрионова сестра и супруга Ликимнија.[1]

## Биологија
Латинско име ових личности (Perimede) је назив за род лептира.